# Julianna Margulies
Julianna Margulies (Spring Valley, 8 juni 1966) is een Amerikaans actrice.
Margulies werd in 1994 gevraagd voor een gastrol in de pilot-aflevering van ER. Haar acteerprestatie viel in de smaak, waardoor ze zes seizoenen de rol van Carol Hathaway vertolkte. In 1995 kreeg ze een Emmy voor deze rol. Aan het eind van het zesde seizoen vertrok Carol, omdat ze terug wilde naar haar grote liefde Doug (George Clooney), met wie ze een tweeling had. In die aflevering was Doug eenmalig terug te zien. Margulies verliet de serie, omdat ze meer tijd wilde besteden aan haar carrière als filmactrice.
Toch bleef ze ook televisiewerk verrichten. Zo speelde ze in 2006 (het jaar waarin ze in Snakes on a Plane in de bioscoop te zien was) en 2007 een gastrol in de serie The Sopranos, met James Gandolfini als directe tegenspeler. In januari 2008 verscheen Margulies in de FOX-serie Canterbury's Law, waarin ze de hoofdrol speelde.
Sinds 2009 vertolkt Margulies de hoofdrol in de televisieserie The Good Wife van CBS. Dit is in haar woorden 'a role of a lifetime', gezien het feit dat deze rol haar al 2 SAG Awards (2010 en 2011), 1 Golden Globe (2010) en verschillende nominaties heeft opgeleverd. Op 18 september 2011 werd bekend dat ze de Emmy Award heeft gewonnen als best leading actress in a drama, waarbij ze onder andere Elizabeth Moss, Connie Britton en Kathy Bathes versloeg.
Margulies had tussen 1991 en 2003 een langdurige relatie met acteur Ron Eldard. Tegenwoordig is ze getrouwd en heeft sinds 2008 een zoon.
In 2015 kreeg Margulies een ster op de Hollywood Walk of Fame.

## Films
- 1997: Paradise Road
- 1998: Traveller
- 2001: The Man from Elysian Fields
- 2001: The Mists of Avalon
- 2001: The Big Day
- 2002: Ghost Ship
- 2003: Evelyn
- 2003: Hitler: The Rise of Evil
- 2004: The Grid, miniserie
- 2006: Snakes on a Plane
- 2006: The Lost Room
- 2009: City Island
- 2012: Stand Up Guys
- 2017: The Upside
- 2017: Three Christs